# Dagoberto Campos Salas
Dagoberto Campos Salas (ur. 14 marca 1966 w Puntarenas) – kostarykański duchowny katolicki, arcybiskup, nuncjusz apostolski w Panamie.

## Życiorys
22 maja 1994 otrzymał święcenia kapłańskie i został inkardynowany do diecezji Tilarán-Liberia. W 1995 rozpoczął przygotowanie do służby dyplomatycznej na Papieskiej Akademii Kościelnej. W 1999 rozpoczął pracę w nuncjaturze apostolskiej w Sudanie. Następnie był sekretarzem nuncjatur w Chile (2002-2006) i Skandynawii (2006-2009). W 2009 został radcą nuncjatury w Turcji. W latach 2012–2018 pełnił obowiązki radcy nuncjatury w Meksyku.

## Episkopat
28 lipca 2018 papież Franciszek mianował go nuncjuszem apostolskim w Liberii oraz arcybiskupem tytularnym Forontoniana. 17 sierpnia 2018 został mianowany jednocześnie nuncjuszem apostolskim w Gambii. Sakrę otrzymał 29 września 2018 z rąk sekretarza stanu Stolicy Apostolskiej kardynała Pietra Parolina. 17 listopada 2018 został mianowany nuncjuszem apostolskim w Sierra Leone. 14 maja 2022 papież Franciszek mianował go nuncjuszem apostolskim w Panamie.